# Искија-Мецана (Фођа)
Искија-Мецана (итал. Ischia-Mezzana) је насеље у Италији у округу Фођа, региону Апулија.
Према процени из 2011. у насељу је живело 15 становника. Насеље се налази на надморској висини од 373 м.